# Olevole
Olevole ist eine Fraktion (italienisch frazione) der italienischen Gemeinde Ficulle in der Provinz Terni in Umbrien.

## Geografie
Der Ort liegt etwa 4 km nordöstlich des Hauptortes Ficulle, etwa 55 km nordwestlich der Provinzhauptstadt Terni und etwa 40 km südwestlich der Regionalhauptstadt Perugia. Der Ort liegt bei 321 m s.l.m. und hatte 2001 51 Einwohner, 2011 waren es 54 Einwohner. Der nächstgelegene Ort ist Parrano etwa 2 km westlich gelegen, der Fluss Chiana liegt etwa 1 km westlich.

## Sehenswürdigkeiten
Abbadia di San Nicolò al Monte Orvietano, Abtei im Bistum Orvieto-Todi etwa 1 km südlich von Olevole, die 1007 errichtet wurde. Abt Romuald, Gründer der Kamaldulenser, wird hier als Abbatiae S.Nicolai fundator, vel restaurator facile fuerit Romualdus in den Annalen der Kamaldulenser erwähnt. 1118 gelangt das Anwesen in die Besitztümer der Familie Bulgari aus Parrano und wird 1292 als Villa Abbatie Montis Orvietani geführt. Am Anfang des 12. Jahrhunderts hielt sich der spätere Kirchenrechtler Gratian als Mönch in der Abtei auf. Für mehrere Jahrhunderte war der Ort Schauplatz der Kämpfe zwischen den Grafen von Marsciano und den Monaldeschi della Vipera aus Ficulle, die die Abtei Mitte des 15. Jahrhunderts belagerten und einnahmen. Bereits 1643 wurde ein Verfall der Anlagen festgestellt, heute ist nur noch die Kirche intakt. An dieser wurde 1926 das eingefallene Dach erneuert, weitere Restaurierungen fanden 1991 statt. Enthält im Innenraum das Fresko Crocifissione con Maria e i Santi Barnaba, Nicola, Giovanni Apostolo e Maria Maddalena, das sich an der Rückwand hinter dem Altar befindet und auf 1568 datiert wird.

## Bilder

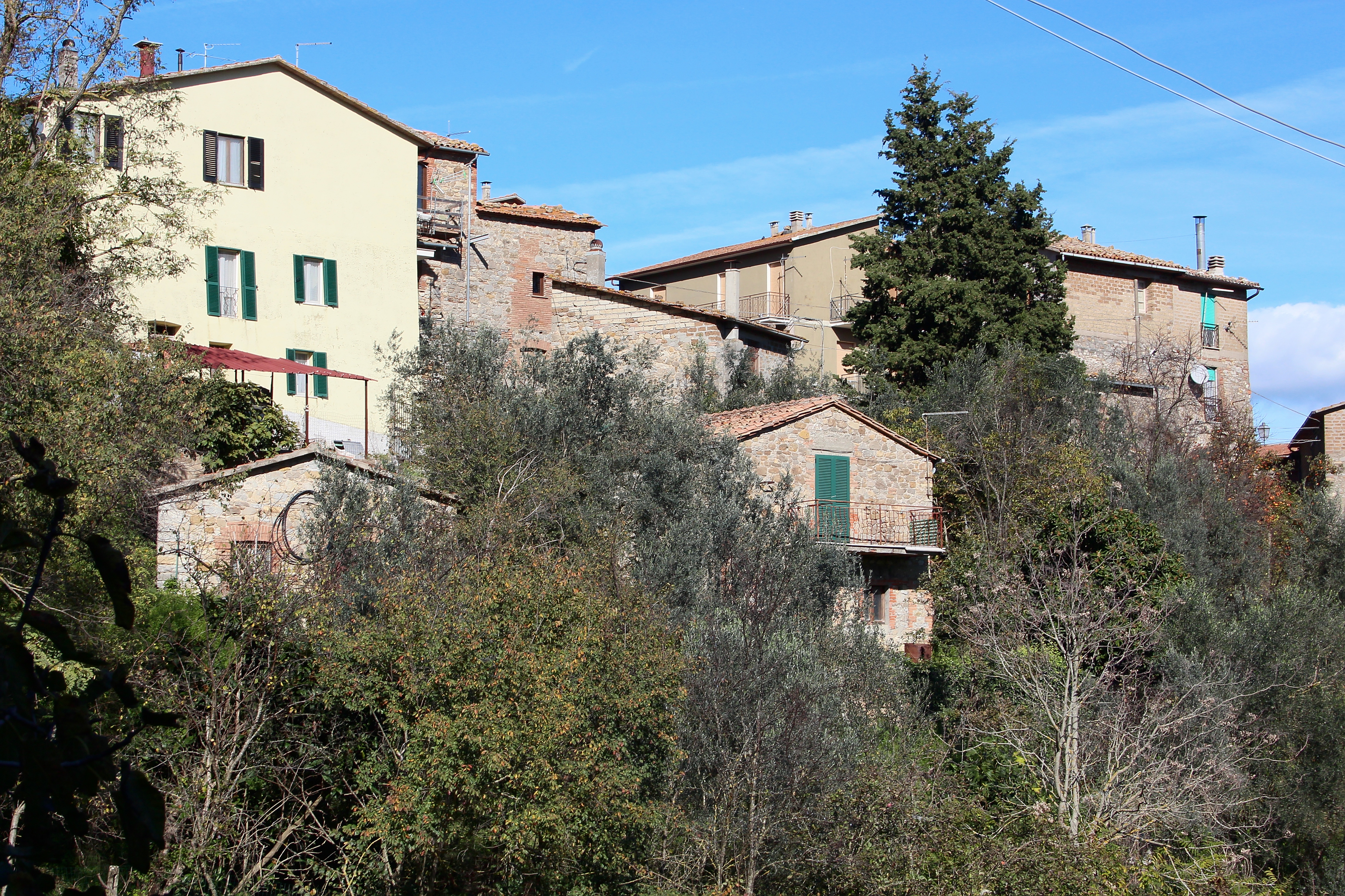
Häuser des Ortskerns
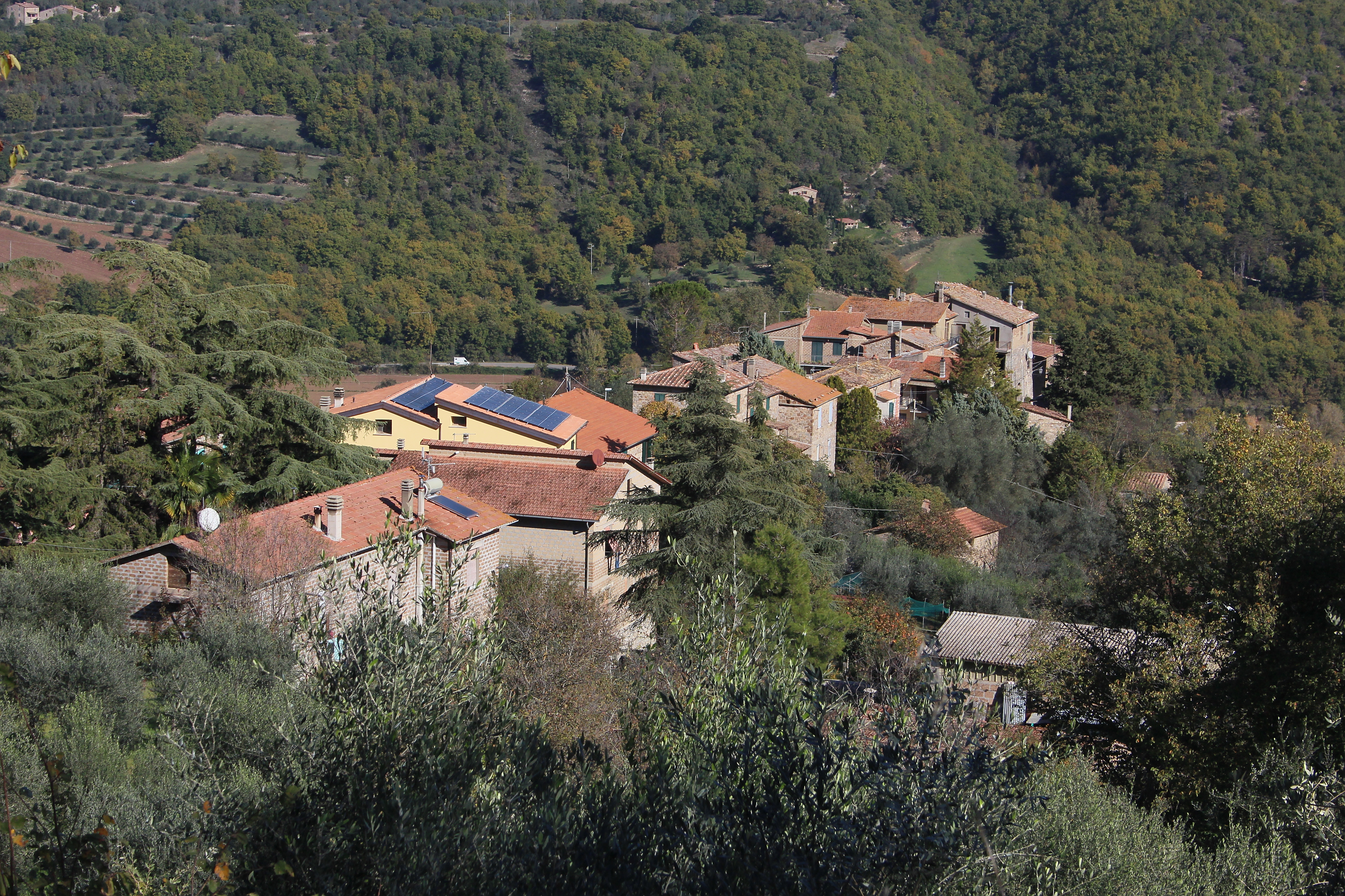
Blick auf Olevole
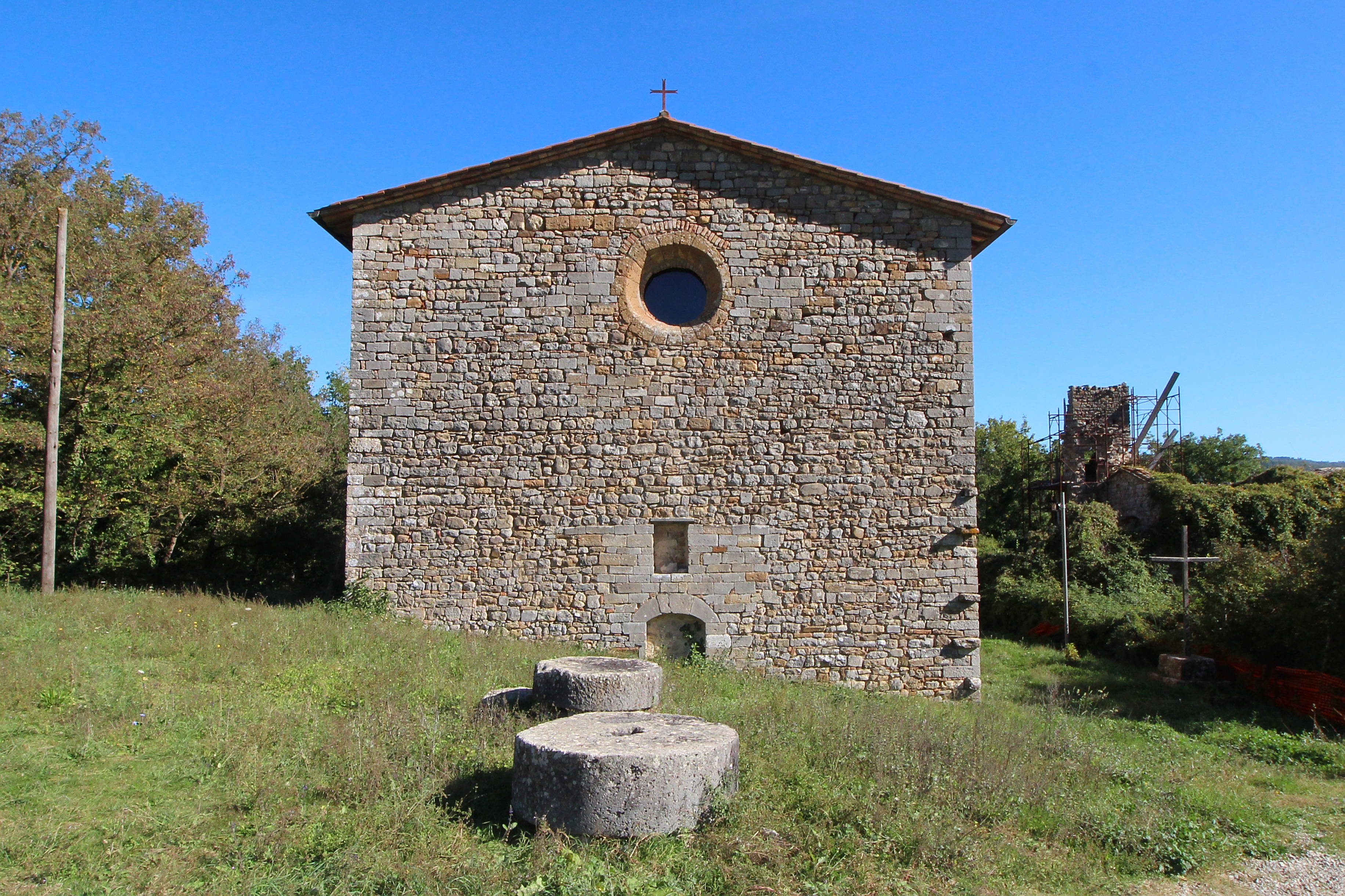
Die Kirche der Abtei  San Nicolò al Monte Orvietano